# Masquerade (album)
Masquerade – dziewiąty album studyjny niemieckiego zespołu heavymetalowego Running Wild. Wydawnictwo ukazało się 30 października 1995 roku nakładem wytwórni muzycznej Noise Records. Nagrania zostały zarejestrowane między lipcem a sierpniem 1995 roku w znajdującym się w Hanowerze The Horus-Sound Studio.

## Lista utworów
Opracowano na podstawie materiału źródłowego.
1. „The Contract / The Crypts of Hades” – 2:20
2. „Masquerade” – 4:29
3. „Demonized” – 4:41
4. „Black Soul” – 5:18
5. „Lions of the Sea” – 5:49
6. „Revel at Heart” – 5:45
7. „Wheel of Doom” – 4:03
8. „Metalhead” – 4:57
9. „Soleil Royal” – 4:45
10. „Men in Black” – 4:36
11. „Underworld” – 6:15

## Twórcy
Opracowano na podstawie materiału źródłowego.

- Thilo Hermann – gitara
- Thomas „Bodo” Smuszynski – gitara basowa
- Jörg Michael – perkusja
- Rolf Kasparek – śpiew, gitara
- Ralf Nowy – efekty w utworach „The Contract / The Crypts of Hades” i „Underworld”
- Karl-U. Walterbach – produkcja wykonawcza
- Marisa Jacobi – oprawa graficzna, typografia
- Gerhard „Anyway” Wölfle – inżynieria dźwięku
- Andreas Marschall – okładka